# 19582 Blow
19582 Blow (1999 NL4) là một tiểu hành tinh vành đai chính được phát hiện ngày 13 tháng 7 năm 1999 bởi J. Broughton ở Reedy Creek.